# Nie ma się z czego śmiać
Nie ma się z czego śmiać (w Polsce wydana także pod tytułem Nic śmiesznego, oryg. No Laughing Matter) – autobiograficzna książka Josepha Hellera napisana wspólnie ze Speedym Vogelem, opisująca historię choroby autora. Rozdziały książki są na zmianę autorstwa Hellera i Vogela.
W książce Heller opisuje historię swojej choroby. 13 grudnia 1981 roku zapadł on na zespół Guillaina-Barrégo, który go częściowo sparaliżował. Tego samego dnia Heller trafił na oddział intensywnej opieki medycznej szpitala Mount Sinai, w którym pozostał, aż do 26 stycznia następnego roku, kiedy to jego stan poprawił się na tyle, że zezwalał na przeniesienie pisarza do Instytutu Medycyny Rehabilitacyjnej Ruska. Heller w końcu wydobrzał na tyle, że mógł zostać wypisany ze szpitala. W 1984 roku rozwiódł się ze swoją żoną Shirley (był z nią w związku od 35 lat) i ożenił się z Valerie Humphries - pielęgniarką, która się nim opiekowała podczas choroby.
Heller w książce opisuje swoje perypetie związane z chorobą, a także pomoc i serdeczność, których doświadczył ze strony swoich wieloletnich przyjaciół, m.in.: Dustina Hoffmana, Mela Brooksa, Maria Puzo czy George’a Mandela. Choroba jest także okazją, by wspomnieć wcześniejsze lata swojej znajomości z nimi. Współautorem książki jest Speed Vogel, przyjaciel Hellera od ponad dwudziestu lat, który pozostawał z nim blisko podczas całego okresu choroby i rehabilitacji i opisuje jak opiekował się pisarzem w tym czasie. Książka opisuje także jak Vogel trafił do sfer towarzyskich Hellera, reprezentując go i zastępując, gdy ten leży w chorobie, i nawet przyjeżdżając w jego zastępstwie na Międzynarodowy Festiwal Filmowy w Cannes.